# Rachel Seed

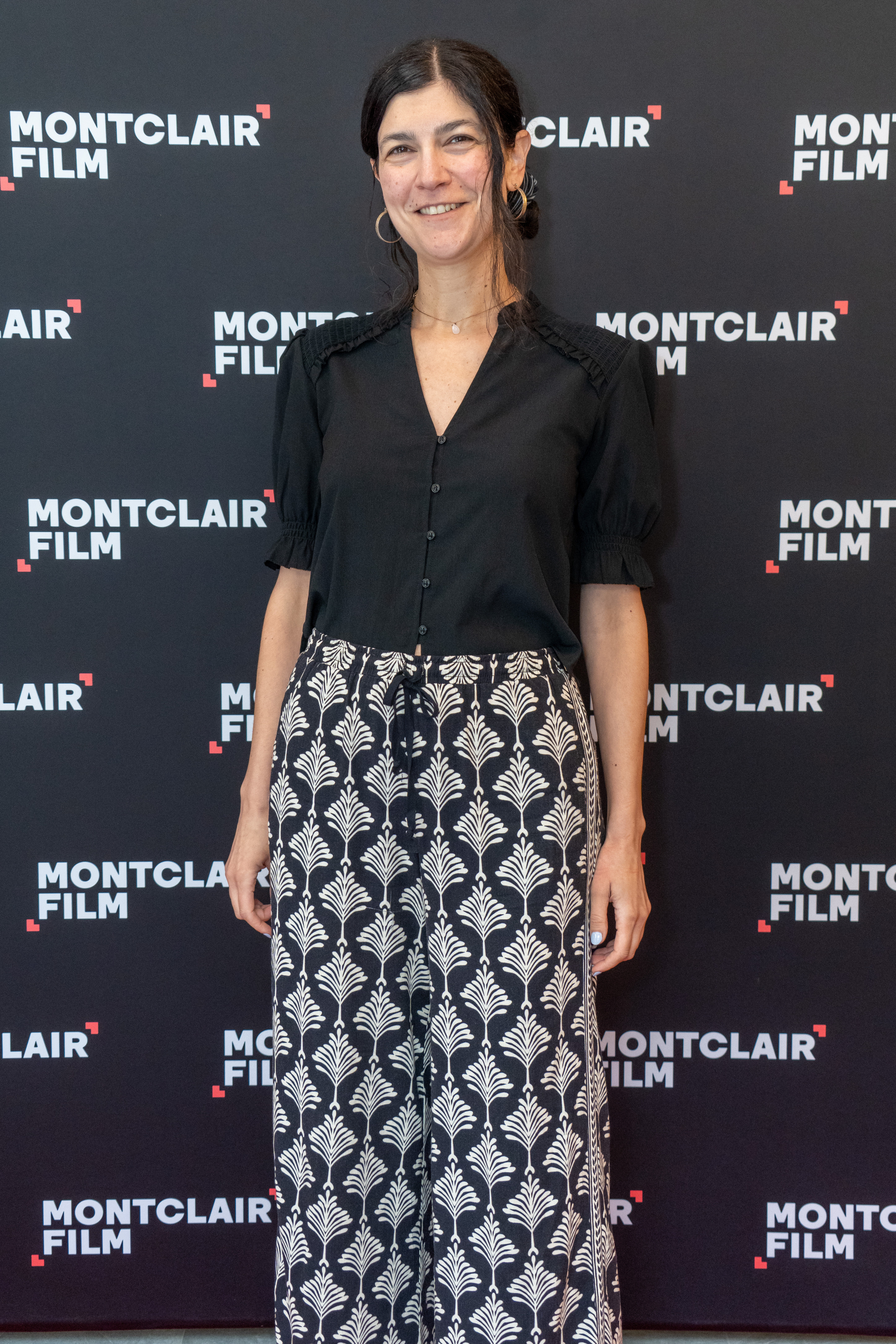
Rachel Seed

Rachel Elizabeth Seed (* in London) in eine britisch-amerikanische Filmmacherin, Kamerafrau und Autorin sowie Fotografin. Ihr Arbeitsschwerpunkt ist die Dokumentation.

## Leben und Karriere
Geboren in London, lebt und arbeitet Seed in Los Angeles und Brooklyn. Ihre Mutter, Sheila Turner, eine Herausgeberin und Produzentin, verstarb, als sie 18 Monate alt war. Sie arbeitete als Fotobearbeiterin (photo editor) für das New York Magazine, bevor sie als Produzentin und Fotografin aktiv wurde. Ihre Fotos wurden ausgestellt. Als Kamerafrau arbeitete sie für Thomas Lennon. Seed ist Mitbegründerin des Brooklyn Documentary Club. 2024 gab sie mit A Photographic Memory ihr Regiedebüt, wofür sie auf dem Chicago International Film Festival in zwei Kategorien ausgezeichnet wurde und eine Nominierung bei den Cinema Eye Honors Awards 2024 erhielt. In dem Film beschäftigt sie sich mit ihrer Mutter und deren Images of Man-Projekt, das aus Interviews mit Fotografen (darunter Henri Cartier-Bresson, W. Eugene Smith, Lisette Model, Don McCullin und Bruce Davidson) besteht und zu ihren Lebzeiten unvollendet blieb. Seed benötigte für die Realisierung des Films rund 10 Jahre und war dabei auch auf Spenden und Stipendien angewiesen.
Seed war 2022 Fellow am Jewish Film Institute, im Jahr zuvor am California Film Institute und 2021 beim Sundance Institute.

## Filmografie
- 2020: I Am Greta
- 2023: Small Business Revolution
- 2023: Tell Them You Love Me
- 2024: A Photographic Memory (auch Regie)